# Катран Грехама
Катран Грехама (Squalus grahami) — акула з роду Катран родини Катранові. Інша назва «східний довгоносий катран». Отримала назву на честь австралійського вченого Кена Грехама.

## Опис
Загальна довжина досягає 71,1 см. Голова середнього розміру. Морда вузька й помірно довга. Очі відносно великі, мають овальний розріз. У неї 5 пар зябрових щілин. Тулуб довгий та дуже стрункий. Його висота сягає 10,1-12,6% довжини тіла. Рот у 1,66 рази довше відстані від кінчика морди до лінії рота. Осьовий скелет налічує 105–116 хребців. шкіряна луска дрібна, розташована щільно. Грудні плавці недовгі, дещо серпоподібні. Має 2 невеликих спинних плавця. Висота переднього плавця — 6,3-7,2% довжини тіла. Його шип невеликий та слабкий. Задній спинний плавець значно менше за передній. Його шип товстий, завдовжки з плавець. Хвостовий плавець веслоподібний, верхня лопать більш розвинена, без вимпелу. Анальний плавець відсутній.
Забарвлення спини та боків сіро-стальне, іноді з коричневим відливом. Черево світліше. Кінчики спинних плавців трохи тендітніше за спину. На верхній лопаті хвостового плавця присутні темні смуги або вузька пляма.

## Спосіб життя
Тримається на глибині від 148 до 504 м, на континентальному шельфі. Полює на здобич біля дна. Живиться креветками, крабами, раками, дрібною костистою рибою, головоногими молюсками.
Статева зрілість настає у самців при розмірі 52 см, самиць — 60 см. Це яйцеживородна акула. Самиця народжує від 3 до 5 акуленят завдовжки 22 см.

## Розповсюдження
Мешкає біля східного узбережжя Австралії (уздовж узбережжя Нового Південного Вельса та Квінсленда).